# Albert Streckeisen
Albert Ludwig Streckeisen (* 8. November 1901 in Basel; † 29. September 1998 in Bern) war ein Schweizer Petrograph. Er war der Sohn des Basler Forensikers Adolf Streckeisen (1857–1916) und der Enkel von Carl Streckeisen.
Streckeisen studierte Geologie, Mineralogie und Petrologie in Basel, Zürich und Bern. 1927 wurde er promoviert. Er lehrte an der Polytechnischen Universität Bukarest sowie an der Universität Bern.
Nach ihm ist das Streckeisendiagramm (QAPF-Diagramm) benannt.
1991 wurde er von der Rumänischen Akademie zum Ehrenmitglied ernannt.
Streckeisens Nachlass in der Burgerbibliothek Bern «enthält ausschliesslich geologische Tagebücher, Verzeichnisse zu den Dünnschliffen, Fotos, Karten und Pläne».

## Werke
- Minerale und Gesteine. Hallwag, Bern 1962 (13. Auflage: Parkland-Verlag, Stuttgart 1992, ISBN 3-88059-637-9).
- mit Roger Walter Le Maitre: Igneous rocks: a classification and glossary of terms – recommendations of the International Union of Geological Sciences Subcommission on the Systematics of Igneous Rocks. 2. Auflage. Cambridge University Press, Cambridge 2003.

## Archive
- Bern, Burgerbibliothek: Nachlass.[2]